# Питерсон (Минесота)
Питерсон (енгл. Peterson) град је у америчкој савезној држави Минесота.

## Демографија
По попису из 2010. године број становника је 199, што је 70 (-26,0%) становника мање него 2000. године.
| Група             | 2000.       | 2010.       |
| Белци             | 266 (98,9%) | 196 (98,5%) |
| Афроамериканци    | 0 (0,0%)    | 0 (0,0%)    |
| Азијати           | 1 (0,4%)    | 0 (0,0%)    |
| Хиспаноамериканци | 2 (0,7%)    | 2 (1,0%)    |
| Укупно            | 269         | 199         |